# Cyclosa seriata
Cyclosa seriata là một loài nhện trong họ Araneidae.
Loài này thuộc chi Cyclosa. Cyclosa seriata được Tord Tamerlan Teodor Thorell miêu tả năm 1881.